# Lista över kommuner i Sverige som kallar sig stad
Vid den riksomfattande kommunreformen 1971 avskaffades alla kvarvarande skillnader mellan kommuntyperna landskommun, köping och stad. De flesta kommuner omfattar därefter såväl landsbygdsområden som tätbebyggda områden. Därför ansågs det inte finnas någon anledning att nominellt upprätthålla en obefintlig statusskillnad mellan kommuner. En enhetlig kommunbeteckning kom därför att införas från och med den 1 januari 1971.
I mitten av åttiotalet valde en del kommuner att börja kalla sig ”stad” utåt i stället för det formella ”kommun” i sammanhang där detta var kommunalrättsligt möjligt. De första att göra detta var Stockholm, Göteborg och Malmö, de tre största kommunerna, som också är huvudsakligen tätbebyggda. Senare följde även några kommuner, som innefattar stora landsbygdsområden. För närvarande använder 14 kommuner i Sverige benämningen stad. Det finns ingen formell rätt för kommuner att göra så, men heller inget specifikt förbud. I lagar anges kommunerna med namnformen kommun (till exempel SFS 2007:229).
Följande kommuner kallar sig stad:
- Borås (sedan 2003)
- Göteborg (sedan 1983)
- Haparanda
- Helsingborg
- Landskrona (sedan 2009)
- Lidingö (sedan 1992)
- Malmö (sedan 1983)
- Mölndal (sedan 2004)
- Solna (sedan 1991)
- Stockholm (sedan 1983)
- Sundbyberg
- Trollhättan
- Vaxholm
- Västerås

Det förekommer också att man använder ordet stad om en centralort eller tätort som tidigare haft stadsrättigheter. Exempel på sådana kommuner är Norrtälje och Sigtuna. Ett särfall är Eskilstuna kommun, där Torshälla har en särskild kommundelsnämnd kallad Torshälla stads nämnd. Varken Sigtuna eller Torshälla är emellertid centralorter i sina respektive kommuner. Flertalet av kommunerna i listan ovan, där kommunen benämns stad, har en centralort där en stor majoritet av kommunens befolkning är bosatt. I flera fall har också kommungränserna bevarats oförändrade från den tid då stadsbegreppet ännu var formellt gällande, dvs före kommunreformen 1971.